# Яніна Ґец
Яніна Ґец (нім. Janina-Kristin Götz, 10 січня 1981) — німецька плавчиня.
Призерка Олімпійських Ігор 2004 року.